# Gedeon (Gubka)
Gedeon, imię świeckie Wasilij Iwanowicz Gubka (ur. 9 grudnia 1962 w Wasłowicach) – biskup Rosyjskiego Kościoła Prawosławnego.

## Życiorys
Po ukończeniu szkoły podstawowej pracował w Mołdawskiej elektrowni kondensacyjnej; ukończył szkołę dla młodzieży pracującej w Dniestrowsku. W latach 1981–1983 odbywał zasadniczą służbę wojskową, następnie przez kilka miesięcy pracował w szkole średniej w Czerniowcach. Seminarium duchowne w Moskwie ukończył w 1988; rok wcześniej wstąpił jako posłusznik do Ławry Troicko-Siergijewskiej.  W 1992 ukończył wyższe studia teologiczne w Moskiewskiej Akademii Duchownej. Pozostawał mnichem Ławry Troicko-Siergijewskiej; w latach 1989–1993 był katechetą w domu dziecka w Konstantinowie, od 1991 do 2012 był przełożonym jednej z placówek filialnych monasteru, od 1993 do 2012 kierował dziecięcą szkołą niedzielną i szkołą śpiewu cerkiewnego prowadzoną przez mnichów Ławry, od 1999 do 2006 był dyrektorem prawosławnego gimnazjum im. św. Sergiusza z Radoneża. W latach 2007–2012 był zastępcą namiestnika Ławry i dziekana odpowiedzialnego za zarządzanie placówkami filialnymi Ławry (skitami, cerkwiami, mniejszymi monasterami).
4 października 2012 został nominowany na biskupa gieorgijewskiego i praskowiejskiego i w związku z tym otrzymał w tym samym miesiącu godność archimandryty. Jego chirotonia biskupia odbyła się 13 grudnia 2012 w soborze Kazańskiej Ikony Matki Bożej w Stawropolu z udziałem konsekratorów: patriarchy moskiewskiego i całej Rusi Cyryla, metropolitów sarańskiego i mordowskiego Warsonofiusza, wołgogradzkiego i kamyszyńskiego Hermana, jekaterinodarskiego i kubańskiego Izydora, rostowskiego i nowoczerkaskiego Merkuriusza, czelabińskiego i złatoustowskiego Teofana, stawropolskiego i niewinnomysskiego Cyryla, arcybiskupów astrachańskiego i jenotajewskiego Jonasza, władykaukaskiego i machaczkalskiego Zosimy, bakijskiego i azerskiego Aleksandra, biskupów majkopskiego i adygiejskiego Tichona, piatigorskiego i czerkieskiego Teofilakta, sołniecznogorskiego Sergiusza, elisteńskiego i kałmuckiego Zenobiego, jejskiego Hermana, szachtyńskiego i millerowskiego Ignacego, wołgodońskiego i salskiego Korneliusza, uriupińskiego i nowoannińskiego Elizeusza.
W 2024 r. został przeniesiony na katedrę wyksuńską.